# Holvika

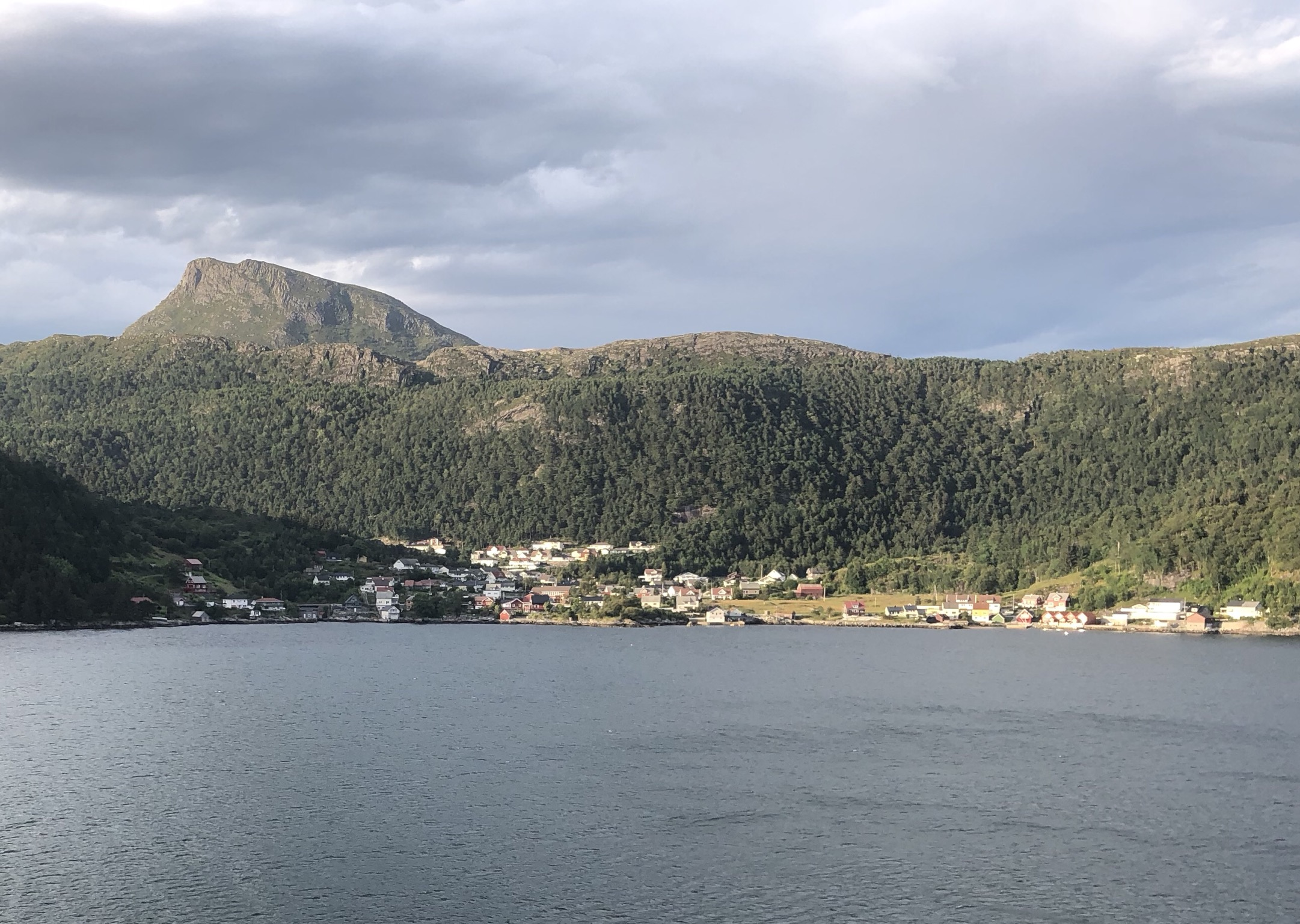
Blick von Süden auf Holvika, 2019

Holvika ist ein Dorf in der norwegischen Kommune Kinn in der Provinz Vestland. 
Es befindet sich auf der Nordseite des Vågsfjord am Nordufer der gleichnamigen Bucht Holvika an der Südküste der Insel Vågsøy. Durch den Ort führt der Fylkesvei 601 vom östlich gelegenen Måløy zum westlich gelegenen Vågsvåg. Nördlich des Orts erheben sich große Höhenzüge, die mit dem Berg Veten (613 Meter) Höhen von bis um 600 Meter erreichen.
Während des Zweiten Weltkriegs war Holvika am 27. Dezember 1941 im Rahmen eines britischen Kommandounternehmens Ort von Kampfhandlungen.
Im Ort leben 288 Einwohner (Stand: 2020) auf einer Fläche von 0,18 km², außerdem befindet sich in Holvika eine Grundschule.

## Persönlichkeiten
In Holvika wurde die norwegische Autorin und Pädagogin Eva Skomsø Svanøe (* 1954) geboren. Der Autor und Pädagoge Per Arne Skomsø (* 1947) kam als Kleinkind nach Holvika und wuchs hier auf.